# Alex (keresztnév)
Az Alex férfinév az Alexius vagy Alexis rövidüléséből származik, amelyek a latinosított Alexander név görög eredetijére (Alexandrosz)  vezethetők vissza. A név jelentése: férfiakat vagy férfiaktól megvédő. Női változata az Alexia, Alexandra.
A név a görögben is jövevény, az egész i. e. 2. évezredi égeikumi térségben gyakori. A mükénéi táblákon is található A-re-ka[sa-do-ro], illetve annak női párja, az A-re-ka-sa-da-ra, valamint hettita–luvi Alakszandusz is ismert (Alakšanduš).

## Rokon nevek
Anyakönyvezhető rokon nevei:
- Alexander:[1] a név eredeti alakja[2]
- Alekszej:[1] az Alexander orosz változatából származik.
- Alek:[1] az Alexander angol rövidült alakváltozata.
- Sándor
- Elek

## Gyakorisága
Az 1990-es években az Alex gyakori név volt, a 2000-es években a 44–51. legnépszerűbb férfinév, a 2000-es évek elején a 44. helyen áll.
Az Alexander az 1990-es években igen ritka név volt, a 2000-es években a 79–99. legnépszerűbb férfinév, kivéve 2009-et, amikor nem szerepelt az első százban, de a 2010-es évek elején ismét a 87. helyen áll.
A teljes népességre vonatkozóan a 2000-es években az Alex és az Alexander nem szerepelt a 100 leggyakrabban viselt férfinév között, a 2010-es évek elején az Alex a 68-69. legtöbbet viselt férfinév volt.

## Idegen nyelvi változatai
- Alexis
- Alec

## Névnapok
- Alex: február 9.,[2] február 17.[2]
- Alexander, Alek: február 26.,[2] szökőévekben február 27.; március 18.,[2] május 3.[2]
- Alekszej: január 15., április 15., július 15., október 15. [7]

## Híres Alexek, Alexanderek, Alekszejek, Alekek
- „Alex” utónevű személyek szócikkeinek listája a Wikidata alapján
- „Alec” utónevű személyek szócikkeinek listája a Wikidata alapján
- „Alekszej” utónevű személyek szócikkeinek listája a Wikidata alapján
- „Alexander” utónevű személyek szócikkeinek listája a Wikidata alapján
- „Alexis” utónevű személyek szócikkeinek listája a Wikidata alapján